# José Falcó Sanmartín
José Falcó Sanmartín (Barcelona, 27 de septiembre de 1916 - Toulouse, 10 de mayo de 2014) fue un piloto español, as de la aviación republicana española, que luchó en la Guerra Civil Española, con ocho victorias oficiales. Se exilió en Francia, país que le acogió y donde murió.

## Biografía
Nació en el Barrio Chino de Barcelona y fue el mayor de tres hijos. Estudió secundaria en la Academia, donde quedó fascinado por la historia narrada por uno de sus profesores, sobre el vuelo del Plus Ultra entre España y Argentina protagonizada por el piloto Ramón Franco en 1926. En el café frecuentado por su padre escuchaba discusiones de pilotos de hidroaviones. 
Después de salir del trabajo asistía a clases nocturnas para convertirse en técnico. En 1936, al cumplir el servicio militar se las arregla para ser movilizado en la Armada como marinero en la base naval de Barcelona. Sobrevino entonces el golpe de Estado de julio de 1936. Inmediatamente las autoridades republicanas lanzaron una campaña para reclutar pilotos y José Falcó se presentó, fue admitido y se le asignó la escuela cerca de Alcantarilla (Murcia), donde se formó y demostró sus capacidades como piloto de cazas. Comenzó a volar en El Palmar, aeródromo dependiente de Alcantarilla, y obtuvo el título de piloto el 31 de octubre, entrando a formar parte de las Fuerzas Aéreas de la República Española.

### Primeras misiones

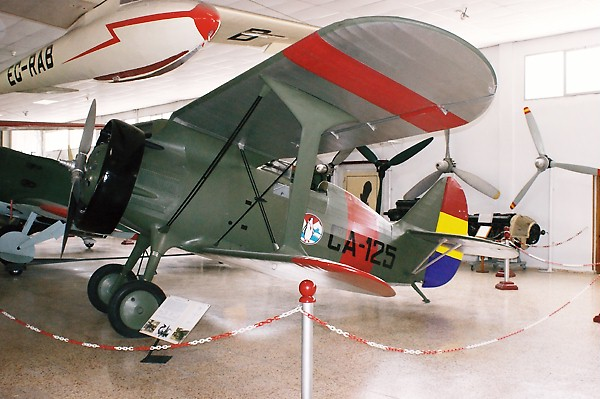
El Polikarpov I-15, el Chato.

Fue asignado al Campo Celrá, cerca de Gerona. La 5.ª Escuadrilla estaba equipada con los cazas Polikarpov I-15, apodados Chatos. Las misiones de la 5.ª Escuadrilla, con sede en Sabadell tenían como objetivo la protección de Barcelona. A comienzos de 1938, para compensar las pérdidas de la aviación en la batalla de Teruel, la 5.ª Escuadrilla fue disuelta y José Falcó fue destinado a la 3.ª Escuadrilla, con sede en Sarrión (Teruel).

### Julio de 1938: misiones nocturnas
El 15 de abril de 1938 las fuerzas franquistas tomaron Vinaroz, dividiendo en dos el territorio republicano. Los «nacionales» pasaron a realizar ataques nocturnos contra los puertos que recibían equipos y armas de la Unión Soviética. Estos ataques eran realizados con los Heinkel 59 de la Legión Cóndor, basada en Mallorca. Para la aviación republicana, era absolutamente necesario tener pilotos entrenados en misiones nocturnas. Dada la carencia que existía, fue fundada en Sabadell una Escuadrilla de Vuelo Nocturno con Walter Katz como comandante.
José Falcó fue designado "voluntario" y recibió entrenamiento para aprender a volar y aterrizar en la noche. Su Chato estaba dispuesto y listo para el toque final, Falcó había pintado en el fuselaje un murciélago negro en un círculo blanco que se convirtió en una señal de identidad. Continuó sus misiones en junio de 1938, su avión fue alcanzado por un Messerschmitt Bf 109, pero el logró planear y terminar con un "caballo de madera". Unos días más tarde abtió un Fiat CR-32. Posteriormente tomó el mando de la Escuadrilla de Vuelo Nocturno en sustitución del teniente Walter Katz, que había sido derribado el 11 de noviembre de 1938.
El gobierno republicano de Barcelona ordenó una contraofensiva en el Ebro a partir de finales de julio de 1938. Durante la noche del 1 al 2 de agosto Falcó atacó a un Heinkel 59 que iba a ametrallar una carretera y le hizo acuatizar en el mar. Las misiones marítimas nocturnas tuvieron diferentes fortunas y algunos accidentes menores. En septiembre, una misión diurna en combate con un Messerschmitt de la Legión Cóndor acabó destruyendo un aparato que iba a disparar a uno de sus compañeros que se lanzó en paracaídas. Fue promovido a teniente en octubre y obtuvo dos victorias más a pesar de que la Batalla del Ebro termina con el fracaso de los republicanos.

### Enero de 1939: la última misión

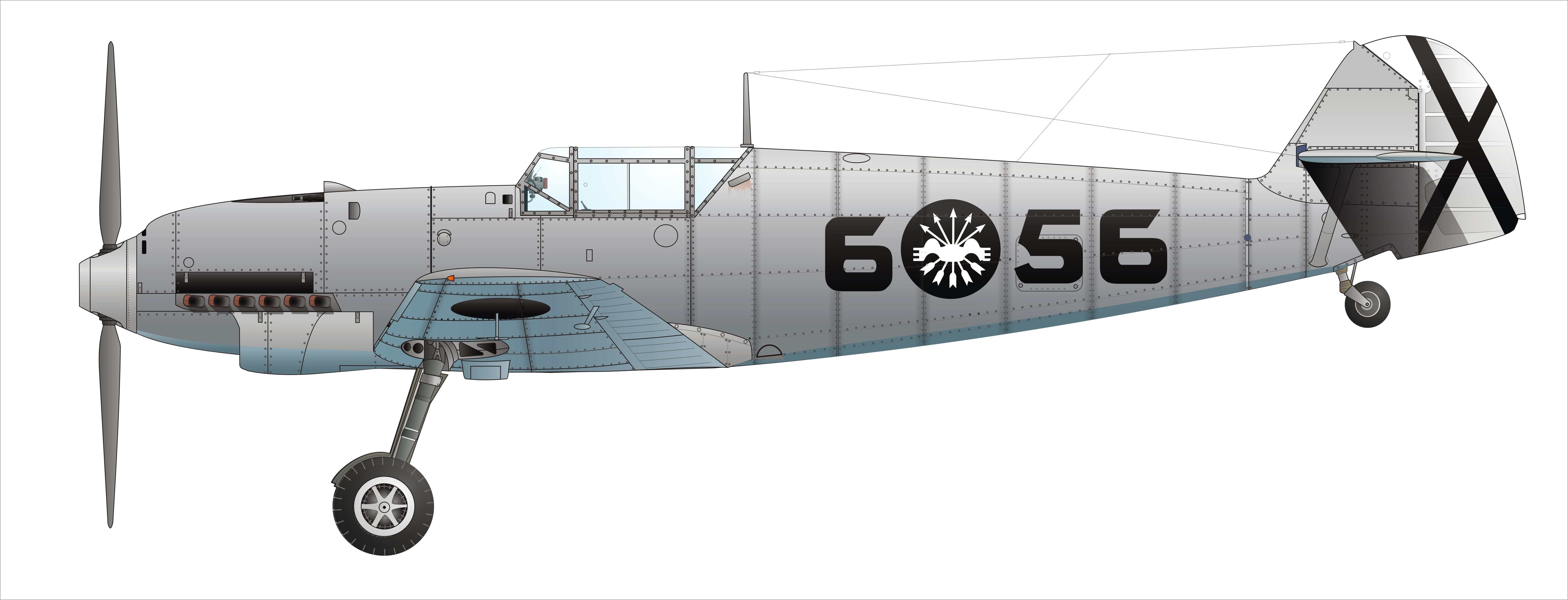
Messerschmitt Bf 109 C-1 del Jagdgruppe 88 de la "Legión Cóndor"

El 26 de enero de 1939 las tropas franquistas entraron en Barcelona. La zona que los republicanos todavía controlaban en Cataluña se redujo a un pequeño territorio entre Barcelona y la frontera francesa. La Escuadrilla de Vuelo Nocturno, que sólo contaba con tres aviones de seis, se replegó a Vilajuiga (Gerona), donde se reagruparon los últimos aviones de la fuerza aérea republicana. El 6 de febrero, el piloto de uno de los tres Polikarpov I-16 desertó y delató a la Legión Cóndor la posición de los aviones republicanos. Por la tarde, seis cazas Fiat CR-32 ametrallaron el campo Vilajuïga. José Falcó no tuvo tiempo para despegar y debió combatir contra los atacantes con un fusil mexicano con el que hirió a un piloto italiano. Nuevos aviones republicanos que se dirigían hacia Francia llegaron, pero más tarde aparecieron los Messerschmitt y Falcó decidió combatir. En su última misión derribó sobre el mismo campo de Vilajuiga dos Me 109. Eran los 6-96 de Hans Nirminger y el 6-98 de Windemuth Heinrich, antes de exiliarse a Francia el 10 de febrero de 1939, porque su avión también fue derribado. Falcó fue galardonado con el grado de capitán, pero solo para retirarse.

### Exilio
José Falcó pasó la frontera francesa en coche, hasta el Le Boulou, donde estuvo en la clandestinidad durante varios días con unos colegas. Fueron llevados al Campo de concentración de Boulou, cerca de Argelès-sur-Mer, donde las condiciones eran deplorables; luego fueron transferidos al Campo de Gurs, cerca de Oloron-Sainte-Marie, hasta que gracias a la intervención de un familiar de Argelia, pudo abandonarlo e instalarse en la entonces colonia francesa.
Las autoridades francesas proponen a los aviadores españoles entrar en la Fuerza Aérea, pero solo para los casos en los que había puestos de trabajo para los mecánicos; dado que los pilotos quedaron excluidos de esta posibilidad, la mayoría decidió ir a México o a la Unión Soviética. José Falcó prefiere quedarse en Argelia, donde rehízo su vida.
Vivió en Argelia en trabajos esporádicos. Sus repetidas solicitudes de ingreso a la Fuerza Aérea no tuvieron éxito. Uno de sus empleadores le ayudó a conseguir documentos de trabajador extranjero. Conoció y se casó con una chica de origen español, que murió poco después de diabetes. Se volvió a casar en 1951. Por lo tanto, hubo vivido y trabajado en Argelia. En 1953 obtuvo la nacionalidad francesa. Luego regresó a Francia tras la revolución argelina y trabajó en Toulouse como ingeniero civil de la gendarmería regional, cargo que ocupó hasta su jubilación en 1976.
Después de la muerte de Franco, junto con sus compañeros aviadores sobrevivientes, consiguió ser restituido en la aviación militar española y fue nombrado coronel de las reservas en 1980. Fue miembro activo de las asociaciones de veteranos. Fiel al pacto de caballeros que había entre los aviadores ya desde la Primera Guerra Mundial, Falcó depositaba flores y limpiaba la tumba de Hans Nirminger que franquistas y alemanes habían erigido en Vilajuiga, como un acto de reconocimiento y respeto al adversario. El olvido en el que cayó Falcó en España contrasta con el reconocimiento que tuvo en Francia.
Su última visita a España fue a finales del 2009, cuando se le hizo un pequeño homenaje con motivo de la Red Bull Air Race. Antes había regalado varias piezas al museo de la aviación La Sénia y había saludado al rey Juan Carlos en una ceremonia de homenaje a los exiliados en Toulouse.

### Fallecimiento
Falleció a los 97 años en Francia, según informó la Asociación de Aviadores de la República. No solo fue un gran piloto de caza nocturna, sino también el continuador del legado de la Liga de Antiguos Aviadores de la República y su Boletín Alas Plegadas.